# Pomnik poległych w czasie I wojny światowej w Slatinie nad Úpou
Pomnik poległych w czasie I wojny światowej w Slatinie nad Úpou – pomnik w gminie Slatina nad Úpou, w kraju hradeckim w Czechach, wybudowany w 1921 r.

## Historia
Pomnik znajduje się w pobliżu dzisiejszego budynku urzędu gminy, który zdecydował się na jego powstaniu 14 marca 1921 r. Następnie został wybrany komitet budowy pomnika, składający się z pięciu członków.

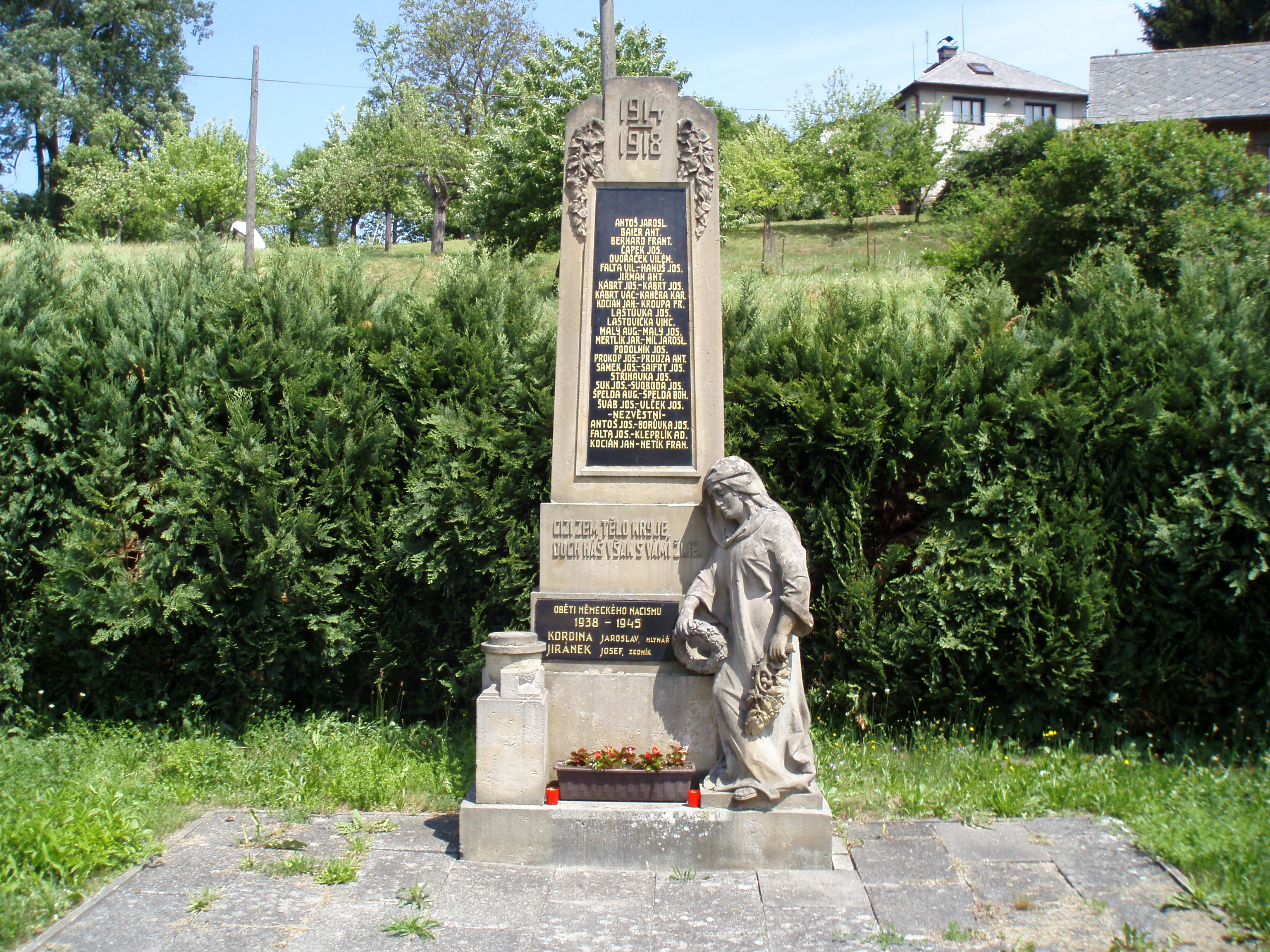
Slatinski pomnik poległych

Wykonanie pomnika zlecono utalentowanemu rzeźbiarzowi Jindřichowi Postupowi z Małej Skalicy (dzisiaj część Českej Skalicy). Koszt całkowity budowy pomnika sięgnął około 7000 koron, w tym również żelazne ogrodzenie wokół pomnika. Wszystko opłacone przez pieniądze od mieszkańców i stowarzyszeń miejscowych.
Uroczystego odsłonięcia pomnika dokonano 2 października 1921 r. W jego ramach spod gospody Mikšovej wyruszył barwny korowód, który przeszedł gminą aż do gospodarstwa rodziny Řeháków nr 1 i stamtąd poszedł po łące k domu nr 203, gdzie zwrócił się i ruszył z powrotem k pomniku. Ważnym elementem ceremonii był udział miejscowej orkiestry.
Z przodu umieszczono tablice z nazwiskami 32 poległych żołnierzy, którzy pochodzili z Slatiny nad Úpou. Po II wojnie światowej dodano kolejną tablicę (1948). Pełny tekst czeski brzmi: „1914 - 1918 ANTOŠ JAROSL., BALER ANT., BERNARD FRANT., ČAPEK JOS., DVOŘÁČEK VILÉM., FALTA VIL., HANUŠ JOS., NORMAN ANT.,KÁBRT JOS., KÁBRT JOS., KÁBRT VÁC., KANĚRA KAR., KOCIÁN JAN., KROUPA FR., LAŠTUVKA VINC., MALÝ AUG., MALÝ JOS., MERTLÍK JAR., MÍL JAROSL., PODOLNÍK JOS., PROKOP JOS., PROUZA ANT., SAMEK JOS., SAIFRT JOS., STŘIHAVKA JOS., SUK JOS., SVOBODA JOS. ŠPELDA AUG. - ŠPELDA BOH. ŠVÁB JOS. - VLČEK JOS. NEZVĚSTNÍ ANTOŠ JOS. - BORŮVKA JOS. FALTA JOS., KLEPRLÍK AD., KOCIÁN JAN, NETÍK FRAN., CIZÍ ZEM TĚLO KRYJE, DUCH NÁŠ VŠAK S VÁMI ŽIJE. OBĚTI NĚMECKÉHO NACISMU 1938-1945 KORDINA JAROSLAV, MLYNÁŘ JIRÁNEK JOSEF, ZEDNÍK“